# Copa Prelibertadores Femenina Colombia 2014
La Copa Prelibertadores Femenina Colombia 2014 fue la tercera edición del torneo de fútbol femenino en Colombia organizado por la Federación Colombiana de Fútbol para definir al equipo que representará a Colombia en la Copa Libertadores Femenina 2014 debido a que en este país no existe una liga femenina de fútbol.

## Sistema de juego
El torneo se juega con tres fases:
- Primera fase: Disputada con nueve equipos divididos en tres grupos triangulares con sede fija en Medellín durante tres jornadas.

En caso de empate durante esta fase se definirán las posiciones de la siguiente manera:

-1° Mayor número de partidos ganados

-2° Diferencia de goles (goles a favor menos goles en contra)

-3° Mayor número de goles a favor

-4° Resultado del enfrentamiento directo entre los dos o más equipos en
disputa.

-5° Sorteo

- Segunda fase: Los ganadores de cada triangular y el mejor segundo de la tabla general disputarán las semifinales formando la LLave S-1 con el ganador del Triangular A y el segundo mejor equipo de la tabla general, la LLave S-2 la conformarán el ganador del Triangular B y el ganador del Triangular C.

- Final: Los ganadores de la fase anterior jugaran una final para determinar el campeón de la Copa Pre Libertadores Femenina 2014 y obtener el cupo directo a la Copa Libertadores de América Femenina 2014 que se disputará en São Paulo, Brasil.[3]

## Equipos participantes
| Equipo                  | Departamento    | Ciudad      |
| ----------------------- | --------------- | ----------- |
| Botín de Oro            | Santander       | Bucaramanga |
| Deportivo Flamengo      | Cundinamarca    | Cota        |
| Elite FC                | Bolívar         | Cartagena   |
| Formas Íntimas          | Antioquia       | Medellín    |
| Generaciones Palmiranas | Valle del Cauca | Palmira     |
| Gol Star                | Bogotá          | Bogotá      |
| Jairo Castro            | Risaralda       | Pereira     |
| Luis Carlos Galán       | Valle del Cauca | Cali        |
| Talentos Caldas         | Caldas          | Manizales   |

## Novedades
En esta tercera edición el torneo se desplazó a la ciudad de Medellín, además de la inclusión de cinco equipos más al torneo para un total de nueve equipos con la participación por primera vez de equipos representativos de los departamentos de Bolívar, Caldas, Cundinamarca y Risaralda.
Otra novedad es el sistema de juego que ahora se disputa en tres fases con una final y anteriormente se jugaba un todos contra todos.

## Primera fase
Estas son las posiciones en cada uno de los grupos del torneo. Esta fase se disputa del 7 al 9 de octubre del 2014.

### Triangular A
| Equipo             | Pts | PJ | PG | PE | PP | GF | GC | DG  |
| ------------------ | --- | -- | -- | -- | -- | -- | -- | --- |
| Formas Íntimas     | 6   | 2  | 2  | 0  | 0  | 16 | 3  | +13 |
| C.D. Jairo Castro  | 1   | 2  | 0  | 1  | 1  | 2  | 6  | -4  |
| Deportivo Flamengo | 1   | 2  | 0  | 1  | 1  | 5  | 14 | -9  |

| 7 de octubre de 2014, 13:00 | Formas Íntimas | 12 : 3  | Deportivo Flamengo            | Cancha Marte n.º 1, Medellín |                              |
|                             | Diana Ospina · Daniela Montoya · Naila Imbachi · Carolina Arbeláez · Tatiana Castañeda · Yisela Cuesta · Sandra Sepulveda · Jenifer Peñaloza | Reporte | Angie Rodríguez · Astrid León | Árbitro(s): María Daza Ortiz | Árbitro(s): María Daza Ortiz |

| 8 de octubre de 2014, 13:00 | Jairo Castro                  | 2 : 2 | Deportivo Flamengo | Cancha Marte n.º 1, Medellín      |                                   |
|                             | Laura Rentería · Jessica Soto |       | Astrid León        | Árbitro(s): Viviana Muñoz Durango | Árbitro(s): Viviana Muñoz Durango |

| 9 de octubre de 2014, 11:00 | Formas Íntimas                                                     | 4 : 0 | Jairo Castro | Cancha Marte n.º 1, Medellín    |                                 |
|                             | Yisela Cuesta · Jenifer Peñaloza · Diana Ospina · Katherine García |       |              | Árbitro(s): Mary Blanco Bolívar | Árbitro(s): Mary Blanco Bolívar |

### Triangular B
| Equipo          | Pts | PJ | PG | PE | PP | GF | GC | DG  |
| --------------- | --- | -- | -- | -- | -- | -- | -- | --- |
| Gol Star        | 6   | 2  | 2  | 0  | 0  | 11 | 0  | +11 |
| Elite FC        | 3   | 2  | 1  | 0  | 1  | 5  | 6  | -1  |
| Talentos Caldas | 0   | 2  | 0  | 0  | 2  | 0  | 10 | -10 |

| 7 de octubre de 2014, 09:00 | Talentos Caldas | 0 : 5   | Gol Star                                          | Cancha Marte n.º 1, Medellín    |                                 |
|                             |                 | Reporte | Karen Páez · Gabriela Maldonado · Pamela Peñaloza | Árbitro(s): Mary Blanco Bolívar | Árbitro(s): Mary Blanco Bolívar |

| 8 de octubre de 2014, 09:00 | Elite FC                         | 5 : 0 | Talentos Caldas | Cancha Marte n.º 1, Medellín        |                                     |
|                             | Yesica Caicedo · Dayana Castillo |       |                 | Árbitro(s): Yeimi Martínez Valverde | Árbitro(s): Yeimi Martínez Valverde |

| 9 de octubre de 2014, 09:00 | Gol Star                                                                             | 6 : 0 | Elite FC | Cancha Marte n.º 1, Medellín        |                                     |
|                             | Natalia Gaitan · Gabriela Maldonado · Pamela Peñaloza · Linda Orejuela · Laura López |       |          | Árbitro(s): Andrea Chavarria Guerra | Árbitro(s): Andrea Chavarria Guerra |

### Triangular C
| Equipo                  | Pts | PJ | PG | PE | PP | GF | GC | DG  |
| ----------------------- | --- | -- | -- | -- | -- | -- | -- | --- |
| Generaciones Palmiranas | 4   | 2  | 1  | 1  | 0  | 10 | 3  | +7  |
| Botín de Oro            | 4   | 2  | 1  | 1  | 0  | 5  | 2  | +3  |
| Luis Carlos Galán       | 0   | 2  | 0  | 0  | 2  | 1  | 11 | -10 |

| 7 de octubre de 2014, 11:00 | Luis Carlos Galán | 1 : 8   | Generaciones Palmiranas                                                                                           | Cancha Marte n.º 1, Medellín        |                                     |
|                             | Solminelys Lozano | Reporte | Ingrid Vidal · Manuela González · Jenny Espinosa · Carolina Arias · Laura Cosme · Mildrey Pinera · Leidy Asprilla | Árbitro(s): Yeimi Martínez Valverde | Árbitro(s): Yeimi Martínez Valverde |

| 8 de octubre de 2014, 11:00 | Botín de Oro                  | 3 : 1 | Luis Carlos Galán | Cancha Marte n.º 1, Medellín |                              |
|                             | Andrea Rodríguez · Mayra Niño |       | Solmilenys Lozano | Árbitro(s): María Daza Ortiz | Árbitro(s): María Daza Ortiz |

| 9 de octubre de 2014, 13:00 | Generaciones Palmiranas       | 2 : 2 | Botín de Oro                 | Cancha Marte n.º 1, Medellín          |                                       |
|                             | Ingrid Vidal · Ángela Clavijo |       | Mayra Niño · Silvia Quintero | Árbitro(s): Yessica Villadiego Guzmán | Árbitro(s): Yessica Villadiego Guzmán |

### Mejores segundos
Estas son las posiciones de los equipos que quedaron en segundo lugar en cada triangular, el mejor segundo enfrentará en semifinales al ganador del Triangular A.
| Equipo       | Pts | PJ | PG | PE | PP | GF | GC | DG |
| ------------ | --- | -- | -- | -- | -- | -- | -- | -- |
| Botín de Oro | 4   | 2  | 1  | 1  | 0  | 5  | 2  | +3 |
| Elite FC     | 3   | 2  | 1  | 0  | 1  | 5  | 6  | -1 |
| Jairo Castro | 1   | 2  | 0  | 1  | 1  | 2  | 6  | -4 |

|  | Clasificados a Semifinales |
|  | Eliminados                 |

## Fase final
Clasificaron a las semifinales los primeros de cada grupo y el mejor segundo.
|  | Semifinales | Semifinales             | Semifinales |          |                | Final          | Final | Final |  |
|  |             |                         |             |          |                |                |       |       |  |
|  |             |                         |             |          |                |                |       |       |  |
|  | 1           | Formas Íntimas          | 1           |          |                |                |       |       |  |
|  | 1           | Formas Íntimas          | 1           |          |                |                |       |       |  |
|  | 4           | Botín de Oro            | 0           |          |                |                |       |       |  |
|  | 4           | Botín de Oro            | 0           |          | Formas Íntimas | Formas Íntimas | 3     |       |  |
|  |             |                         |             |          | Formas Íntimas | Formas Íntimas | 3     |       |  |
|  |             |                         | Gol Star    | Gol Star | 0              |                |       |       |  |
|  | 3           | Gol Star                | Gol Star    | Gol Star | 0              | 1              |       |       |  |
|  | 3           | Gol Star                |             |          |                | 1              |       |       |  |
|  | 2           | Generaciones Palmiranas | 0           |          |                |                |       |       |  |
|  | 2           | Generaciones Palmiranas | 0           |          |                |                |       |       |  |
|  |             |                         |             |          |                |                |       |       |  |

### Semifinales
| 11 de octubre de 2014, 15:00 | Formas Íntimas | 1 : 0 | Botín de Oro | Cancha Marte n.º 1, Medellín     |                                  |
|                              | Yisela Cuesta  |       |              | Árbitro(s): Viviana Muñoz Arango | Árbitro(s): Viviana Muñoz Arango |

| 11 de octubre de 2014, 13:00 | Gol Star           | 1 : 0 | Generaciones Palmiranas | Cancha Marte n.º 1, Medellín |                              |
|                              | Gabriela Maldonado |       |                         | Árbitro(s): María Daza Ortiz | Árbitro(s): María Daza Ortiz |

### Final
| 12 de octubre de 2014 | Formas Íntimas               | 3:0     | Gol Star | Cancha Marte n.º 1, Medellín        |                                     |
| 11:00                 | Diana Ospina · Yisela Cuesta | Reporte |          | Árbitro(s): Yeimi Martínez Valverde | Árbitro(s): Yeimi Martínez Valverde |

| Colombia                             |
| Campeón Formas Íntimas Tercer título |